# Antoneuca, Drochia
Antoneuca este un sat din raionul Drochia, Republica Moldova.

## Istorie
Satul Antoneuca a fost menționat documentar în anul 1854. Satul s-a întemeiat pe moșia boierului Stașcu, originar din satul Mândâc. Denumirea satului vine de la prenumele Anton, unul dintre cei trei feciori ai boierului Stașcu. În 1911 acesta construiește o școală primară în sat.
În 1949 în sat se înființează gospodăria colectivă Kalinin, care în 1951 se comasează cu cele din Pervomaiscoie și Sergheuca formând gospodăria colectivă „Zavetî Lenina”. În această perioadă în sat se construiesc clubul și grădinița pentru copii. În 1992 la Antoneuca s-a început construcția  bisericii  care se finisează  în 1994.

## Geografie
Satul are o suprafață de circa 1.02 kilometri pătrați, cu un perimetru de 5.04 km. Antoneuca este unicul sat din comuna cu același nume. Distanța directă până în or. Drochia este de 15 km. Distanța directă până în or. Chișinău este de 167 km.

## Demografie

### Structura etnică
Conform datelor recensământului populației din 2004, populația satului constituia 479 de oameni, dintre care 48.02% -bărbați și 51.98% - femei.:
| Grup etnic                           | Populație | % Procentaj |
| ------------------------------------ | --------- | ----------- |
| Băștinași declarați Moldoveni/Români | 474       | 98,96%      |
| Ruși                                 | 1         | 0,21%       |
| Ucraineni                            | 3         | 0,63%       |
| Alții                                | 1         | 0,21%       |
| Total                                | 479       |             |

În satul Antoneuca au fost înregistrate 173 de gospodării casnice la recensământul din anul 2004, iar mărimea medie a unei gospodării era de 2,8 persoane.
Conform datelor recensământului populației din 2014, populația satului constituia 489 de oameni, dintre care 47.4% -bărbați și 52.6% - femei.:
| Grup etnic                           | Populație | % Procentaj |
| ------------------------------------ | --------- | ----------- |
| Băștinași declarați Moldoveni/Români | 475       | 97.5%       |
| Total                                | 489       |             |

În satul Antoneuca au fost înregistrate 217 de gospodării casnice la recensământul din anul 2014.

## Administrație și politică
Primarul este Svetlana Văcaru din partea Partidului Acțiune și Solidaritate, realeasă în 2023.
Componența Consiliului local Antoneuca (9 consilieri), ales la 5 noiembrie 2023, este următoarea:
|  | Partid                                       | Consilieri | Componență | Componență | Componență | Componență | Componență | Componență | Componență |
|  | -------------------------------------------- | ---------- | ---------- | ---------- | ---------- | ---------- | ---------- | ---------- | ---------- |
|  | Partidul Acțiune și Solidaritate             | 7          |            |            |            |            |            |            |            |
|  | Partidul Socialiștilor din Republica Moldova | 2          |            |            |            |            |            |            |            |